# Artistique-Europameisterschaft 1988

Logo CEB (ausrichtender Verband)

Veranstaltungsort:
Dongen

Die Billard-Artistique-Europameisterschaft 1988 war das 31. Turnier in dieser Disziplin des Karambolagebillards und fand vom 21. bis zum 24. April 1988 in Dongen statt.

## Modus
Gespielt wurden 68 verschiedene Figuren mit verschiedenen Punktewertungen. Jeder Teilnehmer hatte pro Figur drei Versuche. Die maximale Punktzahl betrug 500 Punkte.

Gewertet wurde wie folgt:
1. Punkte = Erzielte Punkte
2. Versuche = Anzahl der gespielten Versuche
3. gelöste Figuren = gelöste Figuren
4. HS = Punkte der nacheinander gelösten Figuren
5. % = Prozentual gelöste Figuren

## Abschlusstabelle
| Platz                        | Name             | Punkte | Versuche | gel. Figuren | HS | %       |
| ---------------------------- | ---------------- | ------ | -------- | ------------ | -- | ------- |
| 1                            | Jean Bessems     | 342    | 136      | 48           | 81 | 68,40 % |
| 2                            | Jan Brunnekreef  | 320    | 147      | 45           | 51 | 64,00 % |
| 3                            | Xavier Fonellosa | 287    | 155      | 43           | 70 | 57,40 % |
| 4                            | Jordi Oliver     | 280    | 151      | 40           | 39 | 56,00 % |
| 5                            | Léo Corin        | 266    | 142      | 39           | 56 | 53,20 % |
| 6                            | Angelo Casales   | 260    | 151      | 39           | 48 | 52,00 % |
| 7                            | Norbert Schmidt  | 240    | 158      | 36           | 43 | 48,00 % |
| 8                            | Leo Peeters      | 236    | 161      | 36           | 55 | 47,20 % |
| 9                            | Claude Pacetti   | 227    | 156      | 34           | 30 | 45,40 % |
| 10                           | Robert Immervoll | 224    | 163      | 34           | 38 | 44,80 % |
| Turnierdurchschnitt: 53,64 % |                  |        |          |              |    |         |